# Ronde van Frankrijk 1991
De 78e editie van de Ronde van Frankrijk ging van start op 6 juli 1991 in Lyon. Hij eindigde op 28 juli in Parijs. Er stonden 198 renners verdeeld over 22 ploegen aan de start.
Winnaar werd Miguel Indurain die daarmee zijn eerste tourzege behaalde. Tijdens deze ronde was de Deen Rolf Sørensen in de 5e etappe betrokken bij een valpartij en brak zijn sleutelbeen en moest in de gele trui opgeven. Tijdens deze tour stonden er drie oud-winnaars in de top 10, te weten: Laurent Fignon, Greg LeMond en Pedro Delgado.
Op 16 juli - na de 11de etappe - moest de volledige PDM-ploeg de tour noodgedwongen verlaten. De reden die toen werd gegeven was voedselvergiftiging door slecht bereide kip. Later zou blijken dat de vergiftiging te maken had met een verkeerd gebruik van het middel intralipid, een voedingssupplement op basis van soja.
- Aantal ritten: 22
- Totale afstand: 3914 km
- Gemiddelde snelheid: 38,747 km/h
- Aantal deelnemers: 198
- Aantal uitgevallen: 40

## Belgische & Nederlandse prestaties
In totaal namen er 27 Belgen en 18 Nederlanders deel aan de Tour van 1991.

### Belgische etappezeges
- Etienne De Wilde won de 3e etappe.

### Nederlandse etappezeges
- Jelle Nijdam won de 5e etappe;
- Jean-Paul van Poppel won de 7e etappe.

## Etappe-overzicht
| datum   | etappe  | route                           | afstand  | winnaar                  | gele trui       |
| ------- | ------- | ------------------------------- | -------- | ------------------------ | --------------- |
| 6 juli  | Proloog | Lyon (ITT)                      | 5,4 km   | Thierry Marie            | Thierry Marie   |
| 7 juli  | 1       | Lyon - Lyon                     | 114,5 km | Djamolidin Abdoesjaparov | Greg LeMond     |
|         | 2       | Bron - Chassieu (Eurexpo) (TTT) | 36,5 km  | Ariostea                 | Rolf Sörensen   |
| 8 juli  | 3       | Villeurbanne - Dijon            | 210,5 km | Etienne De Wilde         | Rolf Sörensen   |
| 9 juli  | 4       | Dijon - Reims                   | 286 km   | Djamolidin Abdoesjaparov | Rolf Sörensen   |
| 10 juli | 5       | Reims - Valenciennes            | 149,5 km | Jelle Nijdam             | Rolf Sörensen   |
| 11 juli | 6       | Arras - Le Havre                | 259 km   | Thierry Marie            | Thierry Marie   |
| 12 juli | 7       | Le Havre - Argentan             | 196,5 km | Jean-Paul van Poppel     | Thierry Marie   |
| 13 juli | 8       | Argentan - Alençon (ITT)        | 73 km    | Miguel Indurain          | Greg LeMond     |
| 14 juli | 9       | Alençon - Rennes                | 161 km   | Mauro Ribeiro            | Greg LeMond     |
| 15 juli | 10      | Rennes - Quimper                | 207,5 km | Phil Anderson            | Greg LeMond     |
| 16 juli | 11      | Quimper - Saint-Herblain        | 246 km   | Charly Mottet            | Greg LeMond     |
| 17 juli | Rustdag | Rustdag                         | Rustdag  | Rustdag                  | Rustdag         |
| 18 juli | 12      | Pau - Jaca                      | 192 km   | Charly Mottet            | Luc Leblanc     |
| 19 juli | 13      | Jaca - Val-Louron               | 232 km   | Claudio Chiappucci       | Miguel Indurain |
| 20 juli | 14      | Saint-Gaudens - Castres         | 172,5 km | Bruno Cenghialta         | Miguel Indurain |
| 21 juli | 15      | Albi - Alès                     | 235 km   | Moreno Argentin          | Miguel Indurain |
| 22 juli | 16      | Alès - Gap                      | 215 km   | Marco Lietti             | Miguel Indurain |
| 23 juli | 17      | Gap - l'Alpe d'Huez             | 125 km   | Gianni Bugno             | Miguel Indurain |
| 24 juli | 18      | Bourg d'Oisans - Morzine        | 255 km   | Thierry Claveyrolat      | Miguel Indurain |
| 25 juli | 19      | Morzine - Aix-les-Bains         | 177 km   | Dmitri Konysjev          | Miguel Indurain |
| 26 juli | 20      | Aix-les-Bains - Mâcon           | 160 km   | Vjatsjeslav Jekimov      | Miguel Indurain |
| 27 juli | 21      | Lugny - Mâcon (ITT)             | 57 km    | Miguel Indurain          | Miguel Indurain |
| 28 juli | 22      | Melun - Parijs                  | 178 km   | Dmitri Konysjev          | Miguel Indurain |

## Eindklassementen
| Eindklassement      | Eindklassement           | Eindklassement | Eindklassement |
| ------------------- | ------------------------ | -------------- | -------------- |
| Algemeen klassement | Miguel Indurain          | 101h 01' 20"   |                |
| Tweede              | Gianni Bugno             | + 3' 36"       |                |
| Derde               | Claudio Chiappucci       | + 5' 56"       |                |
| Vierde              | Charly Mottet            | + 7' 37"       |                |
| Vijfde              | Luc Leblanc              | + 10' 10"      |                |
| Zesde               | Laurent Fignon           | + 11' 27"      |                |
| Zevende             | Greg LeMond              | + 13' 13"      |                |
| Achtste             | Andy Hampsten            | + 13' 40"      |                |
| Negende             | Pedro Delgado            | + 20' 10"      |                |
| Tiende              | Gérard Rué               | + 20' 13"      |                |
| Rode Lantaarn       | Rob Harmeling (158e)     | + 3h 25' 51"   |                |
| Puntenklassement    | Djamolidin Abdoesjaparov | 316 punten     |                |
| Tweede              | Laurent Jalabert         | 263 punten     |                |
| Derde               | Olaf Ludwig              | 175 punten     |                |
| Bergklassement      | Claudio Chiappucci       | 312 punten     |                |
| Tweede              | Thierry Claveyrolat      | 179 punten     |                |
| Derde               | Luc Leblanc              | 184 punten     |                |
| Jongerenklassement  | Álvaro Mejía             | 101h 35' 12"   |                |
| Tweede              | Gerrit de Vries          | + 20' 55"      |                |
| Derde               | Dominik Krieger          | + 55' 29"      |                |
| Ploegenklassement   | Banesto                  | -              |                |
| Tweede              | Castorama                | -              |                |
| Derde               | RMO                      | -              |                |

 winnaars gele trui · 
 puntenklassement · 
 bergklassement · 
 jongerenklassement · 
 tussensprintklassement · 
 combinatieklassement · 
 ploegenklassement · 
 strijdlust · 
rode lantaarn
records · meeste deelnames · ranglijst etappewinnaars · bekende beklimmingen · valpartijen · dopinggevallen · Grand Départ · Souvenir Henri Desgrange
1903 · 
1904 · 
1905 · 
1906 · 
1907 · 
1908 · 
1909 · 
1910 · 
1911 · 
1912 · 
1913 · 
1914 ·
1915 ·
1916 ·
1917 ·
1918 · 
1919 · 
1920 · 
1921 · 
1922 · 
1923 · 
1924 · 
1925 · 
1926 · 
1927 · 
1928 · 
1929 · 
1930 · 
1931 · 
1932 · 
1933 · 
1934 · 
1935 · 
1936 · 
1937 · 
1938 · 
1939 · 
1940 ·
1941 ·
1942 ·
1943 ·
1944 ·
1945 ·
1946 ·
1947 · 
1948 · 
1949 · 
1950 · 
1951 · 
1952 · 
1953 · 
1954 · 
1955 · 
1956 · 
1957 · 
1958 · 
1959 · 
1960 · 
1961 · 
1962 · 
1963 · 
1964 · 
1965 · 
1966 · 
1967 · 
1968 · 
1969 · 
1970 · 
1971 · 
1972 · 
1973 · 
1974 · 
1975 · 
1976 · 
1977 · 
1978 · 
1979 · 
1980 · 
1981 · 
1982 · 
1983 · 
1984 · 
1985 · 
1986 · 
1987 · 
1988 · 
1989 · 
1990 · 
1991 · 
1992 · 
1993 · 
1994 · 
1995 · 
1996 · 
1997 · 
1998 · 
1999 · 
2000 · 
2001 · 
2002 · 
2003 · 
2004 · 
2005 · 
2006 · 
2007 · 
2008 · 
2009 · 
2010 · 
2011 · 
2012 · 
2013 · 
2014 · 
2015 · 
2016 · 
2017 · 
2018 · 
2019 ·
2020 · 
2021 · 
2022 · 
2023 · 
2024 · 
2025